# James Harrison
James Harrison Jr. (Akron, 4 maggio 1978) è un ex giocatore di football americano statunitense che ha militato nel ruolo di linebacker nella National Football League (NFL). Dopo non essere stato scelto nel corso del Draft NFL 2002 firmò con i Pittsburgh Steelers, di cui è divenuto il primatista per sack in carriera. Al college ha giocato a football all'Università di Kent State.
Convocato cinque volte per il Pro Bowl, Harrison ha vinto due anelli del Super Bowl con gli Steelers, nel Super Bowl XL e nel Super Bowl XLIII, ed è stato l'unico giocatore della storia a vincere il premio di difensore dell'anno dopo non essere stato scelto nel Draft.

## Carriera professionistica

### 2002-2003
Harrison non fu scelto nel draft NFL 2002, principalmente a causa del timore che fosse troppo basso per giocare come linebacker e troppo leggero per giocare nella linea difensiva. Ad ogni modo, alcune squadre lo invitarono a partecipare ai loro training camp. Gli Steelers alla fine fecero firmare un contratto a Harrison, rendendolo il primo giocatore proveniente dall'Università di Kent State a giocare come linebacker per la squadra dai tempi dell'Hall of Famer Jack Lambert.
Harrison trascorse in primi due anni nella squadra di allenamento degli Steelers, venendo svincolato tre volte, ed entrando brevemente nel roster attivo verso la fine della stagione 2002, solo per giocare negli special team. Il compagno di squadra ed ex linebacker James Farrior in seguito raccontò ad NFL Network che Harrison era così immaturo all'inizio della carriera che avrebbe semplicemente “mollato” nelle giocate in cui faticava e che avrebbe persino chiesto agli allenatori di non farlo giocare quando stava incontrando delle difficoltà. Farrior aggiunse "Era un tale immaturo che non conosceva le giocate. Mentre ci allenavamo, nel training camp, mentre non sapeva cosa stava facendo, si fermava gettando in aria le mani, chiedendo (agli allenatori) di toglierlo di lì. Pensavamo che quel ragazzo fosse pazzo".
Harrison indossò il numero 93 durante questo periodo prima di adottare il successivo 92, che all'epoca era portato dall'altro linebacker e Pro Bowler Jason Gildon.

### 2004
James firmò coi Baltimore Ravens alla fine del 2003, da cui fu inviato a giocare nei Rhein Fire della NFL Europe, finendo alla fine per essere tagliato dai Ravens. Dopo il suo quarto taglio, Harrison considerò seriamente di smettere di giocare. Poco dopo, firmò una quarta volta con gli Steelers durante il training camp del 2004 dopo che Clark Haggans si infortunò. Mostrando molti progressi, Harrison riuscì ad entrare nel roster definitivo degli Steelers. Harrison in seguito disse al Beaver County Times che se non fosse stato per l'infortunio di Haggans, si sarebbe ritirato dal football a 26 anni per diventare un veterinario, qualcosa che Harrison progetta ancora di fare dopo la fine della sua carriera sportiva. Harrison inoltre considerò di seguire le orme di suo padre e diventare un autista di camion.
Nel corso della stagione 2004, Harrison giocò soprattutto negli special team e occasionalmente come linebacker e defensive end. La sua prima partenza da titolare in carriera fu nella sua città natale contro i Cleveland Browns dopo che il compagno Joey Porter e il running back dei Browns William Green furono espulsi per rissa durante il pre-partita. Harrison dal punto di vista statistico giocò una buona partita nella vittoria degli Steelers 24–10 sugli acerrimi rivali.
Harrison segnò il primo touchdown in carriera su un fumble recuperato nell'ultima gara della stagione contro i Buffalo Bills.

### 2005-2006
Harrison partì tre volte come titolare nella stagione 2005 quando il linebacker titolare Clark Haggans era infortunato. Il punto più alto della sua stagione fu nella gara contro i San Diego Chargers, quando intercettò un passaggio di Drew Brees e lo ritornò per 25 yard. Durante quel ritorno, Harrison fece un grande salto sopra LaDainian Tomlinson, il running back stella dei Chargers.
Harrison attirò l'attenzione dei media quando bloccò un tifoso dei Cleveland Browns durante una vittoria per 41-0 di Pittsburgh la vigilia di Natale. Il fan ubriaco entrò in campo ed Harrison prese l'uomo e lo gettò a terra, trattenendolo fino all'arrivo delle autorità.
Nella stagione 2006, gli Steelers vinsero il Super Bowl XL contro i Seattle Seahawks. Anche se Harrison non fu uno dei protagonisti della partita, egli scese in campo guadagnandosi l'anello del Super Bowl e mettendo a segno tre tackle come membro degli special team.

### 2007

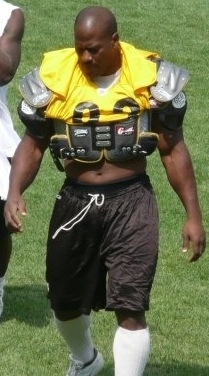
Harrison durante il training camp del 2008.

Nell'estate 2009, con l'allenatore Bill Cowher che lasciò gli Steelers dopo 15 stagioni e Mike Tomlin che prese le redini della squadra, gli Steelers tagliarono in maniera controversa Joey Porter per ragioni di salary cap. Anche se gli Steelers selezionarono due linebacker con le loro prime due scelte del Draft quell'anno (Lawrence Timmons e LaMarr Woodley), Harrison fu nominato titolare al posto di Porter. La decisione avrebbe pagato, dal momento che Harrison giocò una grandissima stagione, guadagnandosi la sua prima convocazione per il Pro Bowl e venendo selezionato per la formazione ideale della stagione All-Pro.
Il 5 novembre, Harrison giocò una partita memorabile nel Monday Night Football contro i Baltimore Ravens. Egli totalizzò, 3,5 sack, 3 fumble forzati, 1 fumble recuperato e 1 intercetto. Il momento più significativo della gara, comunque, fu il tackle di Harrison sulla safety di Baltimore Ed Reed. Dopo un punt degli Steelers calciato da Daniel Sepulveda, Reed recuperò il pallone tentando un ritorno. Con Reed che correva sulla linea laterale, la sua strada fu chiusa da Harrison che gli fece sfuggire il pallone dalle mani. Il fumble fu recuperato immediatamente dal linebacker di Pittsburgh Lawrence Timmons. GliSteelers alla fine vinsero nettamente 38-7.
Il 28 novembre, durante un altro Monday Night Football, un annunciatore diede ad Harrison il soprannome di "Mr. Monday Night", a causa della sua prestazione del 5 novembre. La sua stagione terminò con 8,5 sack, 7 fumble forzati, 3 fumble recuperati e 98 tackles, venendo votato miglior giocatore della squadra nel 2007.

### 2008
Nel Monday Night Football della settimana 4 contro i Baltimore Ravens, Harrison fece registrare 10 tackle, 2,5 sack, e un fumble forzato.
Insieme a LaMarr Woodley, titolare a destra, dopo che la squadra decise di non rifirmare Clark Haggans nell'estate precedente, Harrison e Woodley furono probabilmente la miglior coppia di pass rusher della squadra dai tempi di Greg Lloyd e Kevin Greene nel 1994. Harrison terminò la stagione regolare con 16 sack, superando il record di franchigia stabilito da Mike Merriweather nel 1984. I due compagni di squadra insieme batterono un altro primato della squadra con 27,5 sack.

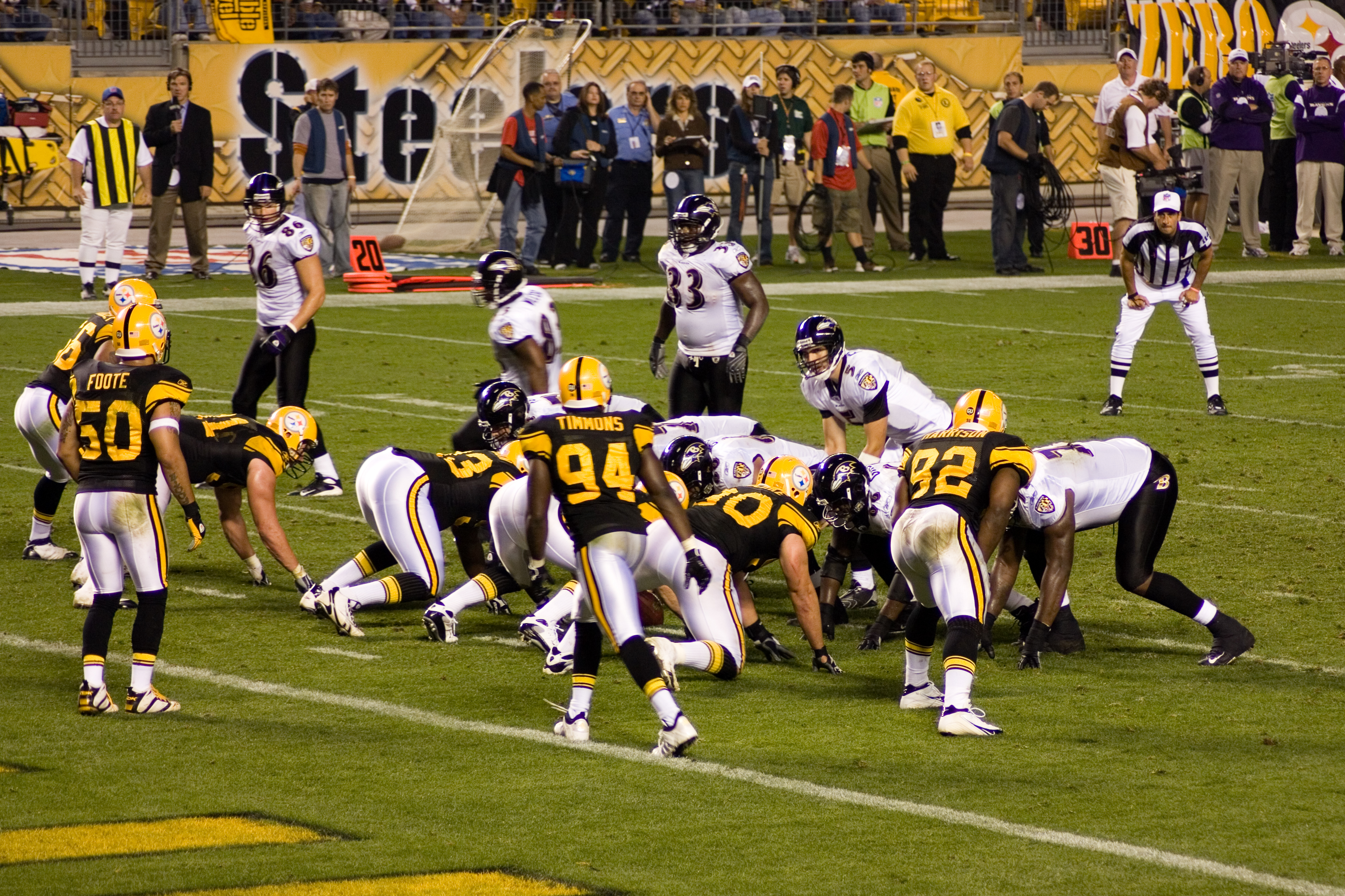
Harrison (92) contro i Baltimore Ravens nel 2008.

Harrison giocò regolarmente anche negli special team, uno dei pochi titolari della NFL a fare ciò. Il momento degno di nota in questo ruolo nella stagione 2008, comunque, probabilmente costò agli Steelers la loro partita contro i New York Giants nella settimana 8. Con gli Steelers in vantaggio 14-12 nel quarto periodo e battendo un punt dalla loro end zone, Harrison giocò come long snapper dopo che il titolare del ruolo Greg Warren aveva subito un infortunio al ginocchio che lo tolse dalla partita e lo lasciò fuori per il resto della stagione. Harrison inavvertitamente giocò lo snap sopra la testa di Mitch Berger causando la safety che pareggiò la partita.
Il 5 gennaio 2009, Harrison fu nominato difensore dell'anno, battendo il linebacker dei Dallas Cowboys DeMarcus Ware. Harrison divenne il primo giocatore della storia a non essere stato scelto nel draft a ricevere tale premio.
Durante il Super Bowl XLIII, Harrison intercettò un passaggio del quarterback degli Arizona Cardinals quarterback Kurt Warner nella goal line e corse fino all'altra parte del campo, segnando un touchdown da 100 yard alla fine del primo tempo. In una memorabile discesa, Harrison collassò nella end zone e trascorse diversi minuti cercando di riguadagnare fiato mentre i compagni attorno a lui festeggiavano. Quella fu la più lunga giocata della storia del Super Bowl (sorpassando Desmond Howard e il suo kickoff ritornato per 99 yard nel Super Bowl XXXI) e contribuì alla vittoria del titolo sui Cardinals 27-23. Fu anche il più lungo ritorno su intercetto della storia degli Steelers, sorpassando quello da 99 yard di Martin "Butch" Kottler, stabilito nella seconda gara della storia della franchigia, il più vecchio record di franchigia esistente.
Il 7 febbraio 2009, Harrison fu parodiato in una puntata del Saturday Night Live da Kenan Thompson. Thompson dipinse Harrison ancora come senza fiato ed esausto dopo l'intercetto ritornato per 100 yard nel Super Bowl della settimana precedente.

### 2009
Il 13 aprile 2009, Harrison firmò un nuovo contratto della durata di sei anni per un valore di 51,75 milioni di dollari con gli Steelers.
Nelle quattro gare del mese di ottobre, Harrison totalizzò 7,0 sack, 25 tackle, due fumble forzati e uno recuperato, vincendo il premio di miglior difensore del mese della AFC. Harrison terminò l'annata con 79 tackle, 60 dei quali solitari e 10 sack. Grazie a queste prestazioni fu nominato titolare per il Pro Bowl. Anche i compagni di squadra Heath Miller, LaMarr Woodley e Casey Hampton furono convocati, ma Harrison fu l'unico titolare tra gli Steelers.

### 2010
Durante la stagione 2010, Harrison accumulò diverse penalità e multa per colpi considerati illegali dagli arbitri della NFL. Nella settimana 2, Harrison fu multato per aver fatto volare in aria Vince Young dei Tennessee Titans. Il 17 ottobre, James mandò al tappeto due wide receiver dei Browns: Mohammed Massaquoi e il suo ex compagno di college Josh Cribbs. Ad Halloween contro i New Orleans Saints, egli colpì il quarterback Drew Brees. Contro gli Oakland Raiders, colpì duramente un altro quarterback, Jason Campbell. La settimana successiva, in trasferta contro i Buffalo Bills, capitò un altro incidente quando, dopo che Ryan Fitzpatrick aveva lanciato un passaggio completo al compagno David Nelson, Harrison uscì dalla linea e si avventò su Fitzpatrick. Harrison fu multato per un totale di 120.000 dollari in quella stagione.
Nel 2010 Harrison totalizzò 100 tackle, 70 dei quali solitari, oltre a 10,5 sack, 2 intercetti e sei fumble forzati.

### 2011
Nella stagione 2011, Harrison disputò 11 partite, tutte come titolare, facendo registrare 59 tackle e 9 sack. Gli Steelers si qualificarono per i playoff ma vennero presto eliminati ai supplementari dai Denver Broncos guidati da Tim Tebow. James fu convocato per il suo quinto Pro Bowl consecutivo e a fine stagione fu votato al 29º posto nella NFL Top 100, l'annuale classifica dei migliori cento giocatori della stagione.

### 2012
Mercoledì 15 agosto 2012, Harrison si sottopose a un intervento in artroscopia al ginocchio destro, un'operazione definita "minore" dall'allenatore Tomlin. Nella stagione, Harrison disputò 13 partite, tutte come titolare, mattendo a segno 70 tackle, 6 sack e forzando due fumble, con gli Steelers che non si qualificarono per i playoff.
L'8 marzo 2013, gli Steelers svincolarono il giocatore.

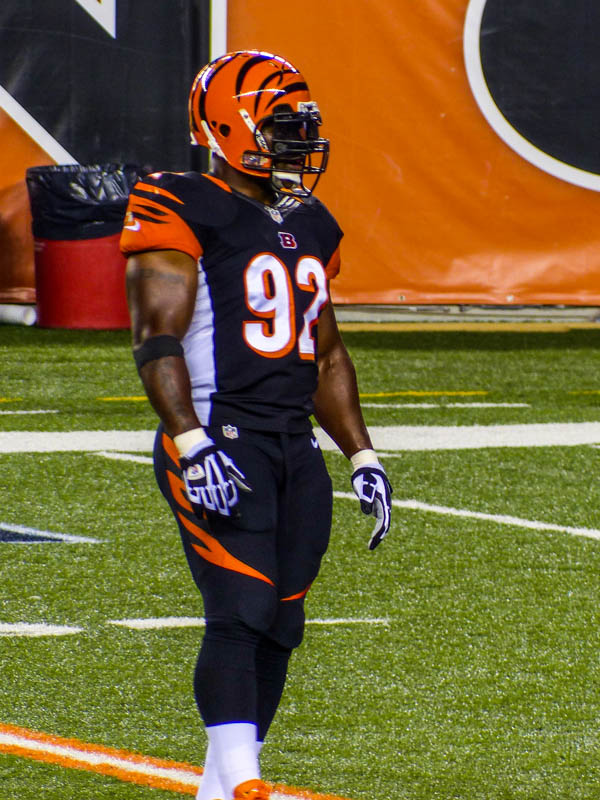
Harrison con la maglia dei Bengals.

### 2013
Il 19 aprile 2013, Harrison firmò un contratto biennale coi Cincinnati Bengals. Il primo intercetto con la nuova maglia, il sesto in carriera, lo mise a segno su Jason Campbell dei Browns nella vittoria della settimana 11. Fu svincolato dopo una sola stagione il 13 marzo 2014.
Dopo avere avuto contatti con la dirigenza degli Arizona Cardinals nell'estate 2014, il 30 agosto Harrison annunciò il proprio ritiro.

### 2014
Dopo gli infortuni di Ryan Shazier e Jarvis Jones, Harrison tornò sui propri passi, rifirmando con gli Steelers il 22 settembre 2014. I primi due sack stagionali li mise a segno nella settimana 8 contro i Colts e altri due nella domenica successiva contro i Ravens, gare entrambe vinte da Pittsburgh, arrivando a quota 70 in carriera.

### 2015
Nel primo turno di playoff in casa dei suoi ex Bengals, Harrison mise a segno un sack su A.J. McCarron e forzò un fumble nella vittoria degli Steelers per 18-16..

### 2016
Il 20 novembre 2016, nella gara vinta contro i Browns, Harrison divenne il primatista di tutti i tempi degli Steelers per sack in carriera superando Jason Gildon. Nel primo turno di playoff mise a segno 10 tackle, 1,5 sack e forzò un fumble su Matt Moore nella vittoria sui Dolphins per 30-12.
Il 23 dicembre 2017, a due gare dal termine della stagione regolare, Harrison fu svincolato.

### New England Patriots
Il 26 dicembre 2017, Harrison firmò un contratto di un anno con i New England Patriots. Con essi raggiunse per la quarta volta il Super Bowl, perso contro i Philadelphia Eagles, prima di ritirarsi a fine stagione.

## Palmarès

### Franchigia
- Super Bowl : 2

Pittsburgh Steelers: XL, XLIII
- American Football Conference Championship: 4

Pittsburgh Steelers: 2005, 2008, 2011
New England Patriots: 2017

### Individuale
- Miglior difensore dell'anno della NFL: 1

2008
- Convocazioni al Pro Bowl: 5

2007, 2008, 2009, 2010, 2011
- All-Pro: 4

2007, 2008, 2009, 2010
- Leader della NFL in fumble forzati: 1

2008